# Петър Димитров (футболист)
Вижте пояснителната страница за други личности с името Петър Димитров.
Петър Огнянов Димитров е български футболист. Роден на 28 февруари 1982 година в София, висок е 170 см и тежи 65 кг. Играе еднакво добре като офанзивен полузащитник и нападател. 
От 2020 г. е играч на ОФК Костинброд (Костинброд) .

## Кариера
Димитров е юноша на ПФК Левски (София), а след това играе последователно за Левски (Долна Баня), Ботев (Враца), Беласица (Петрич), Конелиано (Герман), ЦСКА, а от 2006 до 2008 г. защитава цветовете на Вихрен (Сандански). През лятото на 2008 г. той подписва договор с Берое за 1+1 години. В Б група Димитров се налага като основен играч по дясното крило и записва 21 мача, в които отбелязва 4 гола. В елита неговите изяви се запомнят най-вече с мача Левски – Берое на ст. „Георги Аспарухов“. В 81-вата минута Петър Димитров вкарва победния гол в срещата. Той изиграва 13 мача от А група и първенството с фланелката на Берое през есента на 2009 г. и отбелязва три гола. През зимата на 2009/2010 г. Димитров преминава в Славия (София), където записва 10 срещи, но не отбелязва гол и често влиза като резерва. След като Емил Велев става старши треньор на Славия, Димитров е нежелан от новия наставник и след края на сезона той разтрогва договора си с „белите“. Връща се в Берое, където играе 1 година. След привличането на класни чужденци, Димитров е ненужен в отбора и си тръгва. След няколко месеца той е повикан от новия треньор на Славия – Мартин Кушев, но отново остава там за 1 година. После играе по 1 сезон в Нефтохимик (Бургас), Локомотив (София) и Локомотив (Мездра). През 2016 г. преминава в Етър.